# 1947年の相撲
1947年の相撲（1947ねんのすもう）は、1947年の相撲関係のできごとについて述べる。

## アマチュア相撲
- 京都大学相撲部創部。

## 大相撲

### できごと
- 1月、金沢で璽光尊が検挙され、年寄時津風（元横綱・双葉山）が警察に保護される。
- 3月、大阪準本場所、晴天11日間。横綱照國全勝優勝。
- 6月、夏場所、明治神宮外苑で晴天10日間。栃錦が新入幕。この場所から同成績の時は優勝決定戦を各段とも行うことになる。
- 10月、戦災死豊島の追善大相撲。協会役員改選で時津風が理事に当選。
- 11月、秋場所、明治神宮外苑で晴天11日間。この場所から東西対抗制をやめて系統別総当たり制となる。この場所から三賞制度が発足。

### 本場所
- 六月場所（明治神宮外苑、1～13日）
幕内最高優勝 : 羽黒山政司（9勝1敗,5回目）
優勝旗手：　力道山光浩
十両優勝 : 出羽錦忠雄（9勝1敗）
- 十一月場所（明治神宮外苑、3～14日）
幕内最高優勝 : 羽黒山政司（10勝1敗,6回目）
  - 殊勲賞-出羽錦、敢闘賞-輝昇、技能賞-増位山

十両優勝 : 國登國生（10勝1敗）

## 誕生
- 2月11日 - 栃櫻光輝（最高位：十両4枚目、所属：春日野部屋）
- 2月25日 - 春日竜功隠（最高位：十両6枚目、所属：春日野部屋）
- 4月25日 - 旭國斗雄（最高位：大関、所属：立浪部屋、+ 2024年【令和6年】）[1][2]
- 9月29日 - 三鷹山昌吾（最高位：十両17枚目、所属：時津風部屋）
- 10月2日 - 栃勇義治（最高位：前頭7枚目、所属：春日野部屋）[1]
- 10月22日 - 豊山広光（最高位：小結、所属：時津風部屋、+ 2020年【令和2年】）[3]
- 12月5日 - 照櫻弘行（最高位：前頭7枚目、所属：伊勢ヶ濱部屋）[4]

## 死去
- 2月19日 - 竜ヶ嵜枩太郎（最高位：小結、所属：阿武松部屋→出羽ノ海部屋、* 1884年【明治17年】）[5]
- 3月4日 - 尼ヶ嵜清吉（最高位：小結、所属：高砂部屋、年寄：間垣、* 1871年【明治4年】）[6]
- 5月5日 - 逆鉾盛吉（最高位：前頭筆頭、所属：井筒部屋、* 1894年【明治27年】）[7]
- 5月5日 - 鹿嶌洋起市（最高位：前頭筆頭（現役没）、所属：春日野部屋、* 1914年【大正3年】）[8]
- 12月3日 - 朝緑冨五郎（最高位：前頭13枚目、所属：立田川部屋→出羽ノ海部屋、* 1889年【明治22年】）[9]